# Sadova Veche

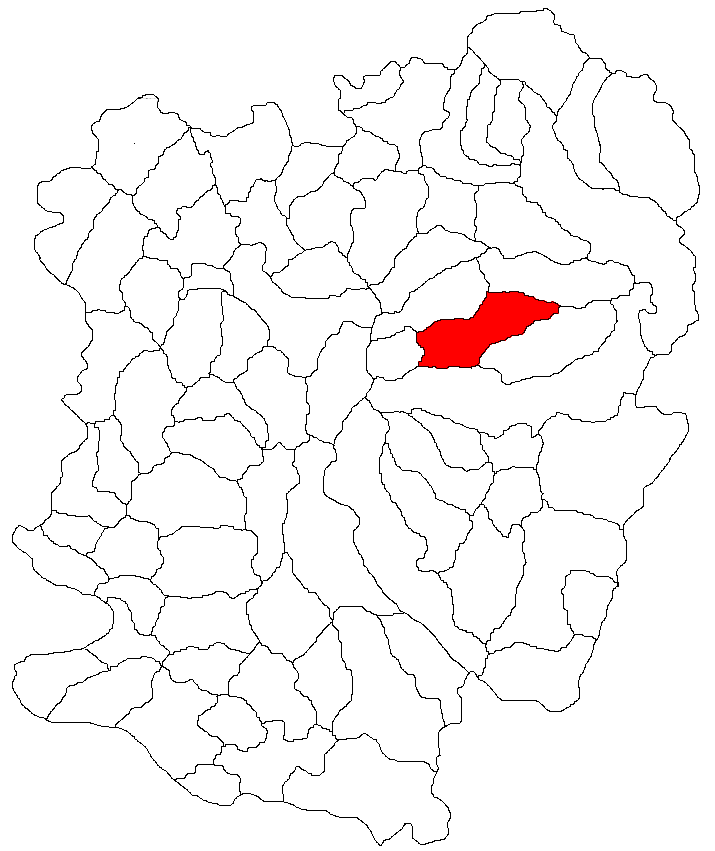
Lage der Gemeinde Slatina-Timiș im Kreis Caraș-Severin

Sadova Veche (deutsch Altsadowa oder Alt-Sadowa, ungarisch Öszagyva) ist ein Dorf im Kreis Caraș-Severin in der Region Banat in Rumänien. Verwaltungsmäßig gehört Sadova Veche zur Gemeinde Slatina-Timiș.

## Lage
Sadova Veche liegt 20 Kilometer südlich von Caransebeș, im Temeschtal. Der Ort befindet sich in einer Höhe von 820 m am Fuße des Semenic-Gebirges im Banater Bergland an der Europastraße 70.

## Nachbarorte
| Secu            | Slatina Timiș                               | Ilova       |
| Văliug          | Kompassrose, die auf Nachbargemeinden zeigt | Sadova Nouă |
| Semenic-Gebirge | Armeniș                                     | Sat Bătrân  |

## Geschichte
Altsadowa wurde im Frühjahr 1829 von Deutschböhmen in der Nähe von Moldova Nouă als Teil der Banater Militärgrenze gegründet. Den Auswanderern wurde Unterstützung zugesagt, eine zehnjährige Steuerfreiheit, eine fünfjährige Befreiung vom Militärdienst, eine kostenfreie Anreise sowie Grund und Boden, ein Blockhaus und Haushaltsgeräte.
Im April 1828 machten sich die ersten 56 Familien aus dem Böhmerwald und aus dem Bayerischen Wald auf den Weg ins Banat. Die ersten Siedler trafen im Spätherbst an ihrem Bestimmungsort ein und überwinterten in Slatina-Timiș. Im Frühjahr 1829 erreichten sie dann die für sie vorgesehenen Ortschaften Wolfsberg, Weidenthal, Wolfswiese und Lindenfeld. Wegen der schlechten Bodenqualität, den Missernten und den unzumutbaren Witterungsbedingungen fassten die Ansiedler den Entschluss wieder wegzuziehen.
Am 14. September 1833 bewilligte der Hofkriegsrat in Wien ihre Umsiedlung. 268 Familien ließen sich in der Banater Ebene nieder, 45 Familien jedoch verblieben im Temeschtal und gründeten das Dorf Altsadowa. Im Jahr 1864 erließ Kaiser Franz Joseph I. anlässlich einer Reise ins Banat die Ansiedlungsschulden der Deutschböhmen. 1872 wurde die Militärgrenze aufgelöst und das Dorf fiel an Ungarn. Gleichzeitig wurde eine Zivilverwaltung eingeführt.
Nach dem Vertrag von Trianon wurde Altsadowa Rumänien angegliedert. Anders als in den meisten Ortschaften des Banats wurde in Altsadowa die Landwirtschaft nicht verstaatlicht. Die Bauern blieben weiterhin Eigentümer ihrer Felder. Doch hohe Steuern und Abgaben führten dazu, dass die Bauernwirtschaften die Existenzgrundlage der Dorfbevölkerung nicht mehr sichern konnten. Die Jugend wanderte nach Timișoara und nach Reșița ab. Nach der Revolution von 1989 erfolgte eine massenhafte Auswanderung nach Deutschland. 

## Wirtschaft
In der Landwirtschaft waren nur wenige Altsadowaer hauptberuflich beschäftigt. Wegen der schlechten Qualität des Bodens wurde hier die Landwirtschaft in der sozialistischen Ära nicht kollektiviert. Die meisten Dorfbewohner waren Handwerker oder Viehzüchter, andere waren in der Holzverarbeitung tätig. Einige verdienten als Waldarbeiter ihren Unterhalt. Die Jugend arbeitete meist in den Betrieben in Caransebeș, Oțelu Roșu oder Reșița.

## Einwohner
Altsadowa war das einzige Dorf im Temeschtal, dessen Bewohner zu etwa 97 Prozent Deutschböhmen waren. 
Die meisten Deutschen gab es hier 1910, als ihre Zahl sich auf 606 Personen neben sechs Rumänen und 23 Ungarn belief. 1977 lebten in Altsadowa  noch 522 Deutsche neben 61 Rumänen, drei  Ungarn, einem Serben und einem Roma. Bei der Volkszählung von 1992 konnten nicht nur weniger Deutsche, sondern auch insgesamt weniger Dorfbewohner gezählt werden. Die Zahl der Deutschen sank auf 170 Personen, die Zahl der Rumänen stieg auf 152. Die Gesamtzahl der Dorfbewohner sank von 588 im Jahre 1977 auf 322 im Jahr 1992. 2002 zählte Altsadowa nur noch 301 Einwohner.